# Intuitive Machines Nova-C
Les Intuitive Machines Nova-C, o simplement Nova-C, són una classe d'aterradors lunars dissenyats per Intuitive Machines (IM) per lliurar petites càrregues útils a la superfície de la Lluna. Intuitive Machines va ser un dels tres proveïdors de serveis que van atorgar comandes de tasques el 2019 per lliurar càrregues útils de ciència de la NASA a la Lluna. L'aterratge lunar IM-1, anomenat Odisseu (pronunciat /əˈdɪsiəs/ Ə-diss-EE-əs), va ser llançat per un coet SpaceX Falcon 9 el 15 de febrer de 2024, va arribar a l'òrbita lunar el 15 de febrer de 2024. 21 de febrer i va aterrar a la superfície lunar el 22 de febrer. Això va marcar l'aterratge inaugural del Nova-C a la Lluna i la primera nau espacial nord-americana que va realitzar un aterratge suau a la Lluna en més de 50 anys. És la primera nau espacial que utilitza la propulsió metalox per navegar entre la Terra i la Lluna.
El segon aterratge Nova-C amb la missió IM-2 està programat per llançar-se no abans del quart trimestre de 2024, i un tercer aterratge Nova-C a la missió IM-3 està programat per a principis de 2025. SpaceX té contracte per oferir llançaments de Falcon 9 per a cadascun dels tres aterradors.

## Finançament
El 2017, la Directiva 1 de política espacial va assenyalar la intenció de retornar els astronautes de la NASA a la Lluna. Els documents de la NASA obtinguts pel New York Times van suggerir que l'agència implicaria el sector privat dels vols espacials en l'esforç. El 2018, la NASA va sol·licitar ofertes de nou empreses, incloses les màquines intuïtives, per al programa Commercial Lunar Payload Services (CLPS). CLPS forma part del programa Artemis de la NASA; un dels objectius a llarg termini d'Artemis és establir una base permanent de tripulació a la Lluna. Intuitive Machines va ser un dels tres proveïdors de serveis que van atorgar comandes de tasques el 2019 per lliurar càrregues útils de ciència de la NASA a la Lluna.
El 2021, Intuitive Machines va rebre un contracte de la NASA que es va valorar inicialment en 77 milions de dòlars per dur a terme aterratges lunars per a la NASA. Després de les modificacions del contracte, el valor total del contracte va arribar a 118 milions de dòlars EUA el 2024.

## Visió general

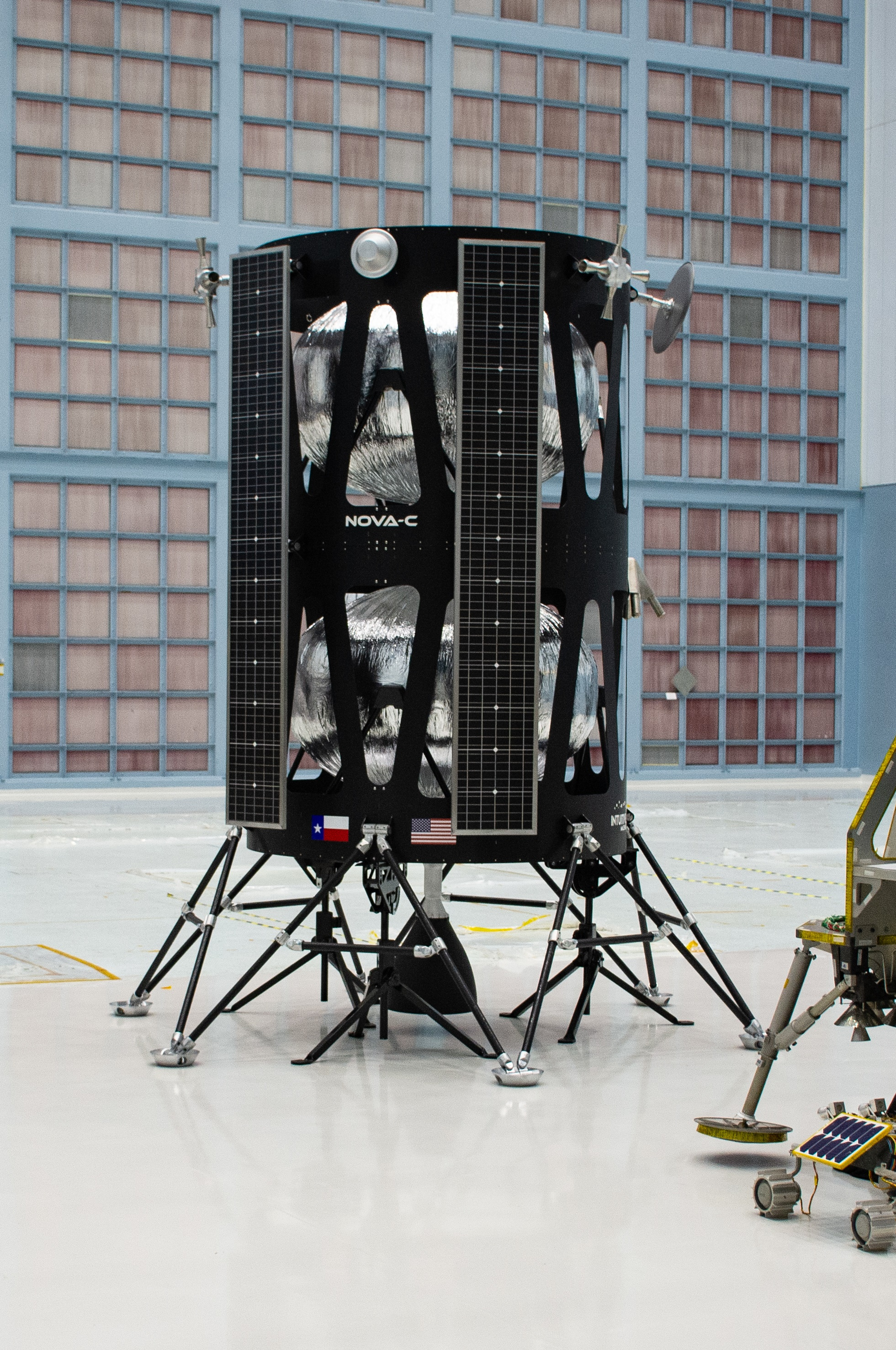
Model d'aterratge de classe Nova-C a l'exposició

### Propulsió
El disseny Nova-C va ser desenvolupat per Intuitive Machines, heretant la tecnologia del Projecte Morpheus de la NASA. El seu motor principal VR900 alimentat a pressió i cardanat utilitza metà i oxigen com a propulsors líquids, pressuritzats per gas heli, per produir 4,000 N (400 Kg d'empenta. Per al control de l'actitud el vehicle utilitza un sistema de control de reacció d'heli. En el llançament, Nova-C està ple de 839 kg (1.850 lb) d'oxigen líquid, 420 kg (930 lb) kg de metà líquid i 17 kg (37 lb) d'heli gasós. El propulsor es carrega al Nova-C a la plataforma de llançament al costat de la càrrega del propulsor del vehicle de llançament. Es creu que l'ús de metà líquid i oxigen líquid és una tecnologia habilitadora per a futures missions a l'espai profund. Els propulsors a bord de l'aterratge es van emmagatzemar en tancs criogènics sense revestiment de material compost. Els sistemes de ventilació termodinàmica proporcionen refrigeració criogènica.